# Lionel Aingimea
Lionel Rouwen Aingimea é um advogado e político de Nauru, Presidente do país entre 27 de agosto de 2019 e 28 de setembro de 2022.
Aingimea estudou Direito na Austrália. Trabalhou para a ONG de Direito Regional de Recursos e como defensor público nas Ilhas Marshall. Depois trabalhou como palestrante em Direito na Universidade do Pacífico Sul.
Concorreu nas eleições para o Parlamento de Nauru em 2013, mas perdeu. Após as eleições, tornou-se Secretário de Justiça no governo Baron Waqa. 
Após vencer as eleições de 2016, representando Meneng, foi nomeado Assistente do Ministro da Justiça e Controle de Fronteiras no governo Baron Waqa, atuando ao lado do Ministro David Adeang. Foi reeleito em 2019, quando Waqa perdeu seu posto. Seguindo as eleições, foi eleito Presidente do Parlamento, derrotando Adeang por 12 votos à 6.